# Snus

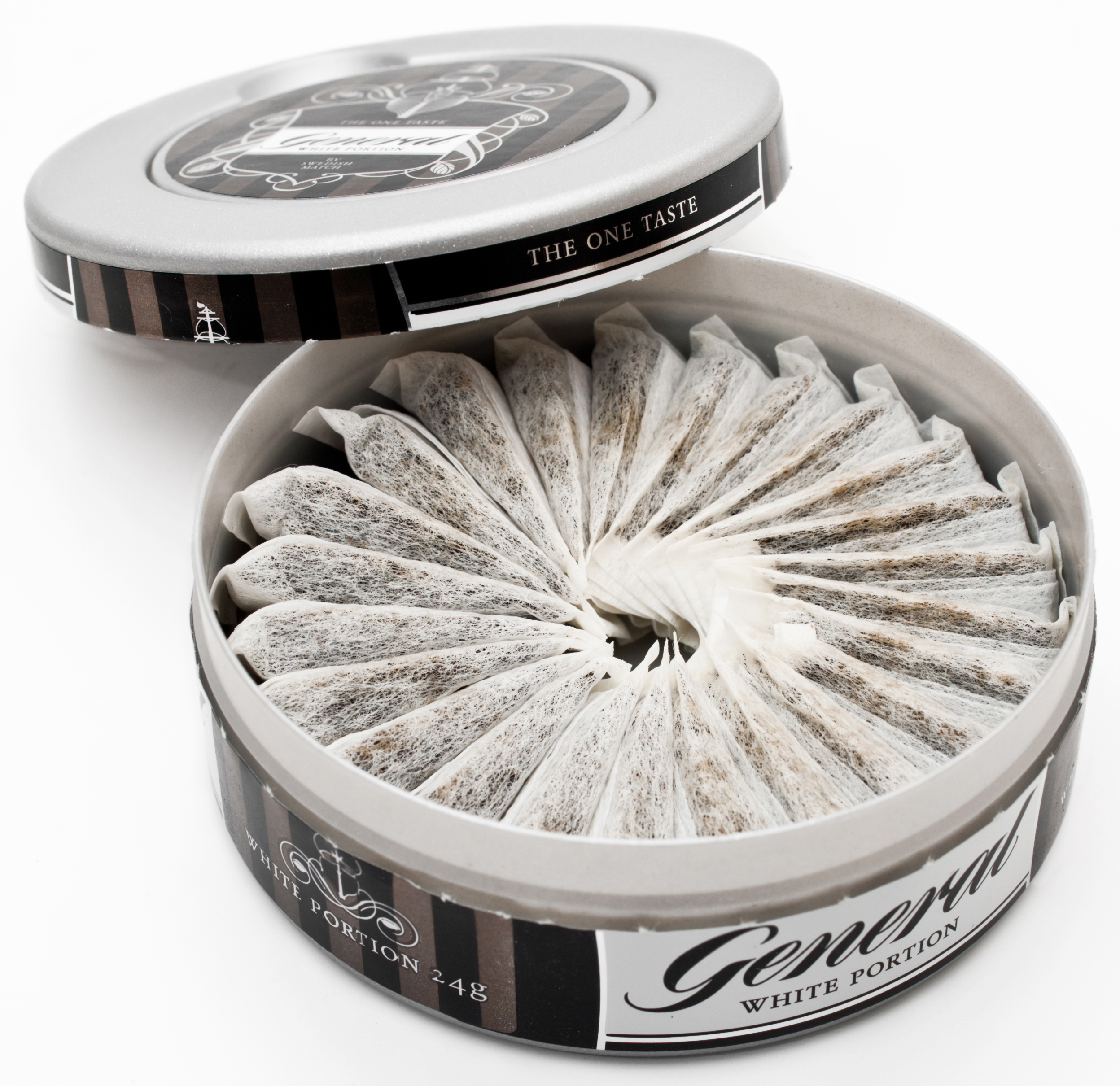
Une boîte de snus en portions (sachets).

La snus (/ˈsnʉːs/ ), est une poudre de tabac humide consommée principalement en Suède et Norvège, mais aussi en Finlande, Estonie, et Suisse. La méthode de consommation habituelle consiste à placer le produit entre la gencive et l'intérieur de la lèvre supérieure et à le garder en place pendant une durée allant de quelques minutes à plusieurs heures.
Il existe deux principaux types de snus sur le marché :
- le snus original ou lössnus est une poudre humide qui peut être tassée avec les doigts pour former des cylindres compacts de la taille souhaitée. Il est généralement vendu en boîte de 50 grammes ;
- le snus en portion ou portionssnus est constitué de petit sachets de poudre (d'une matière proche des sachets de thé). Généralement, la quantité de poudre est inférieure à celle utilisée pour faire un lössnus mais ces sachets sont plus faciles à manipuler. Il est habituellement vendu en boîte de 24 grammes.

Le snus suédois est fait à partir de tabac séché à l'air provenant de divers endroits du monde. Le tabac est mélangé avec de l'eau, du sel, du carbonate de sodium et des arômes et est préparé en chauffant le mélange, généralement à la vapeur. Le snus humide contient plus de 50 % d'eau. Un consommateur suédois moyen en utilise environ 800 grammes (soit 16 boîtes de lössnus) par personnes et par an[réf. souhaitée].
Le snus est vendu principalement en Suède et en Norvège. Sa commercialisation est interdite dans l'Union européenne depuis 1992, sauf en Suède. Il existe aussi des produits apparentés au snus dans d'autres pays, comme le Maroc (la kala), l'Algérie (le chemma), la Tunisie (le naffa) et l'Inde (le khaini), le Vénézuela (le chimó), qui sont des formes de tabac à mâcher[réf. souhaitée]. Il existe un produit similaire sans tabac, les sachets de nicotine.
Il est aussi souvent utilisé pour aider à progressivement arrêter de fumer (en fournissant de la nicotine par voie transcutanée via les muqueuses de la bouche, sans goudrons ni autres polluants générés par la fumée de tabac, mais selon une synthèse récente[Laquelle ?] (2024) des études sur le sujet : si la snus peut aider à ne plus fumer (tout en restant dépendant à la nicotine, souvent), chez les non-fumeurs sa consommation augmente aussi le risque de devenir fumeur.[réf. nécessaire]

## Histoire
L'histoire du snus commence avec le deuxième voyage de Christophe Colomb à travers l'Atlantique. Un moine nommé Ramón Pané, qui l'accompagnait aux Amériques (1493-1496), a observé des prêtres indiens qui utilisaient, par voie nasale, une poudre composée notamment de tabac.
Le tabac à priser était utilisé comme médicament jusqu'à la Révolution française, mais il était si fortement associé aux classes supérieures qu'il est rapidement devenu impopulaire. Le tabac à chiquer était bien plus répandu dans les classes sociales dites inférieures.
Le tabac à priser, une fine poudre de feuilles de tabac, a d'abord été utilisé en Espagne et en France au milieu du XVIe siècle. Au cours de ce siècle, l'ambassadeur français Jean Nicot vint au Portugal, en contact avec la plante de tabac, qui a ensuite été cultivée uniquement à des fins médicinales. Nicot conseilla même à la reine Catherine de Médicis, encline à de graves migraines, de renifler des feuilles de tabac broyées à priser. Il est dit que les maux de tête de la reine disparurent avec le tabac à priser et grâce à cela, il acquit une énorme popularité. Nicot fut après cet événement si fortement associé à l'usage du tabac en Europe que Linné donna au tabac le nom de Nicotiana.
En 1637, les statistiques suédoises mentionnent pour la première fois le tabac snus.

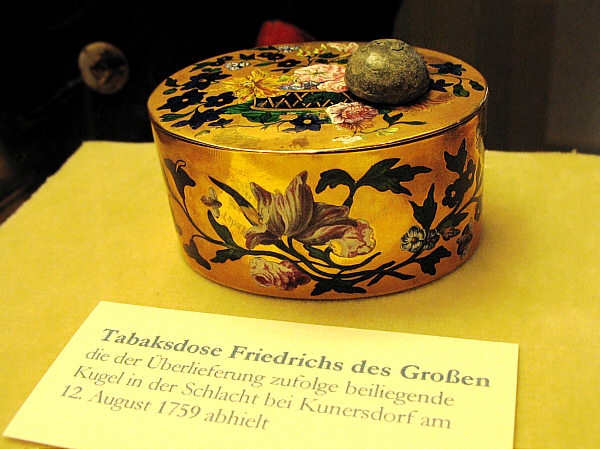
Boite à snus de Frédéric le Grand.

À la fin du XVIIe siècle, le tabac y était cultivé, dans quelque 70 villes, en grandes quantités. Au début du XVIIIe siècle, une forme de tabac à priser humide, à placer entre la gencive et la lèvre supérieure est introduite en Suède comme alternative au tabac à chiquer qui était relativement coûteux. Les planteurs de tabac à priser produisaient leur propre tabac mais bientôt apparurent des fabricants qui se spécialisèrent dans la fabrication de tabac à priser. En 1998-2000, ils ont cultivé les dernières récoltes principales en Suède de Kungsnus. Environ 3 000 à 4 000 plantes ont été délivrées chaque année.
Des marques comme Göteborgs Prima Fint, Röda Lacket, Generalsnus et Ljunglöfs Ettan qui s'étaient installées, y vivent toujours. D'autres ont disparu, comme Havannasnus, Kaggsnus, Karottsnus, Melangesnus et Prustsnus.

### XXesiècle

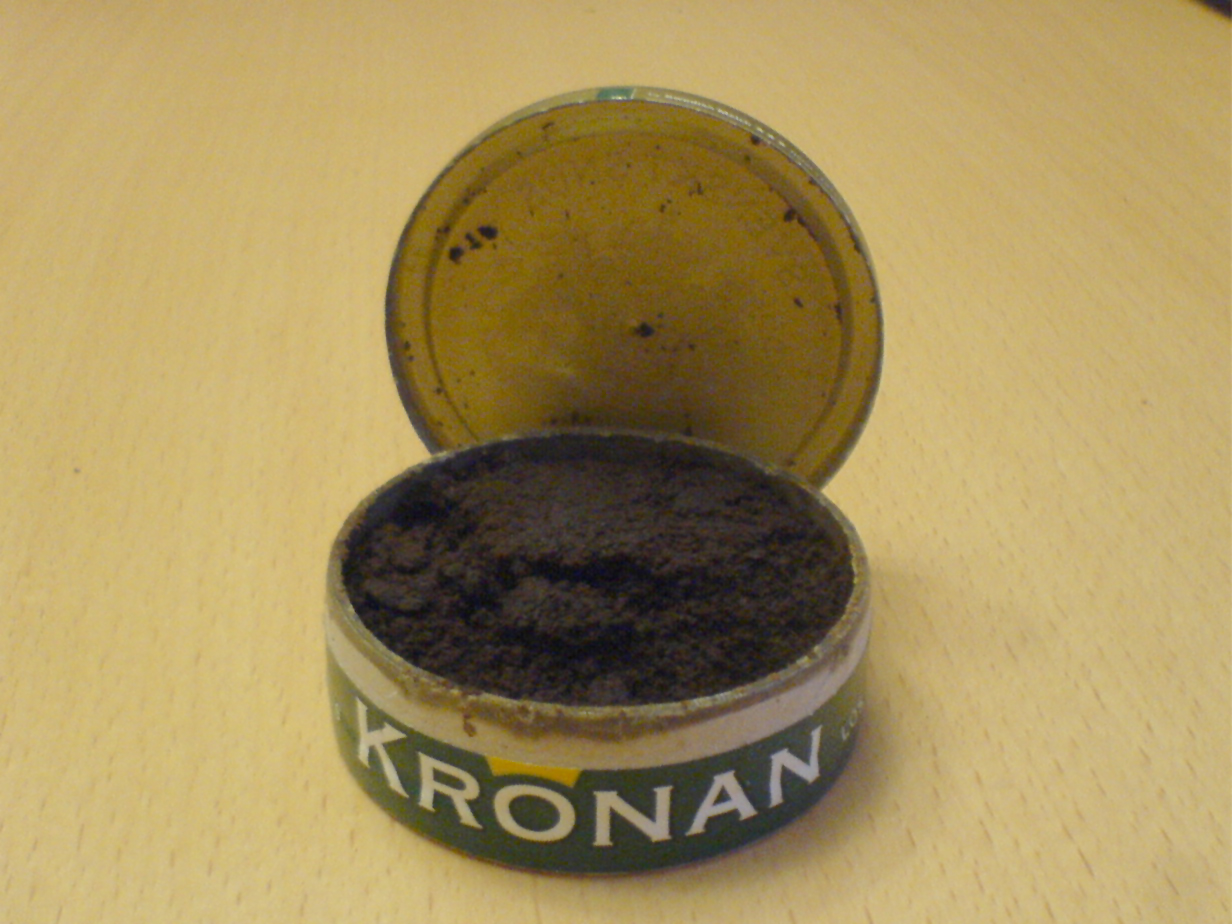
Boîte de snus en vrac

En 1919, au plus fort de la production, 7 000 tonnes de snus étaient vendues en Suède, et on estime que les Suédois consommaient alors environ 1,2 kg par personne. Les statistiques avant 1915 ne sont pas vraiment fiables car il y avait beaucoup de fabricants (parfois non référencés) répartis à travers la Suède. Les ventes de snus ont diminué à partir du moment où les gens ont commencé à remplacer son usage par celui du cigare. Pendant la Seconde Guerre mondiale, les ventes de cigarettes ont explosé jusqu'à la fin des années 1960, époque où les dommages causés par le tabagisme ont commencé à être connus. Le tabac à priser retrouva alors sa popularité. Les boîtes étaient devenues rondes avec des couvercles métalliques, les autres étaient encore en carton ciré.
En 1998, les ventes ont rebondi et 5 350 tonnes ont été écoulées, ce qui équivaut à 0,6 kg de snus par habitant. Aujourd'hui, un million de Suédois utilisent le snus et en 2000 la consommation était de 6 200 tonnes, dont 45 % était la portion de snus.
Les émigrants suédois en Amérique du Nord ont importé le läppsnus vers leur nouvelle patrie. Aujourd'hui  le snus peut s'acheter aux États-Unis, des millions de personnes le consomment.

### XXIesiècle
Lorsque les gouvernements norvégien et suédois ont imposé une règlementation stricte sur la consommation de cigarettes dans les lieux publics (respectivement en juin 2004 et juin 2005), les ventes de snus ont fortement augmenté[réf. souhaitée].
Des sachets de nicotine sans tabac sont commercialisés aux États-Unis depuis 2016 et en Europe depuis 2018. Ils sont vraisemblablement lancés afin de pouvoir renouveler la clientèle des grands producteurs de produits à base de nicotine, notamment en attirant les jeunes, ce qui soulève des inquiétudes : les sachets de nicotine, en raison de leur forte teneur en nicotine, sont interdits aux moins de 18 ans en Suède, mais sont popularisés auprès des lycéens par des influenceurs. Selon des tests toxicologiques in vitro publiés en 2022, le snus utilisé par un fumeur adulte comme alternative à la cigarette se montre nettement moins toxique que celle-ci (ni mutagène, ni génotoxique) ; cependant, ajoutent les auteurs, « des études de caractérisation chimique, précliniques, cliniques, de perception et de comportement supplémentaires sont nécessaires pour une justification scientifique plus complète ».

## Statistiques

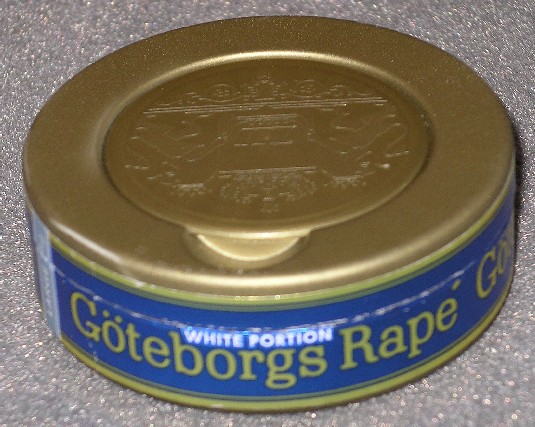
Göteborgs Rapé White Portion de Swedish Match

### Suède
Les Suédois en sont les plus gros consommateurs, avec environ un million de personnes dans les années 2010, équivalant à 15 % de la population (un homme sur cinq serait un consommateur régulier),. En Suède, le snus a largement remplacé la cigarette, dont la consommation a atteint un pic dans les années 1980 avec 34 % de fumeurs quotidiens, ce qui explique qu'il s'agit du pays comptant la plus faible proportion de fumeurs de cigarettes quotidiens (5 % en 2017 selon une étude de l'Union européenne). Les ventes de snus ont augmenté dans les années 1990, sans campagne du gouvernement pour l'encourager ou le décourager. La consommation moyenne suédoise est d’environ 800 grammes par personne et par an.

### Suisse
En Suisse, selon l'Office fédéral de la santé publique, 2 % de la population suisse a consommé du snus en 2023, dont 6 % des 15-34 ans.

## Situation juridique et sanitaire

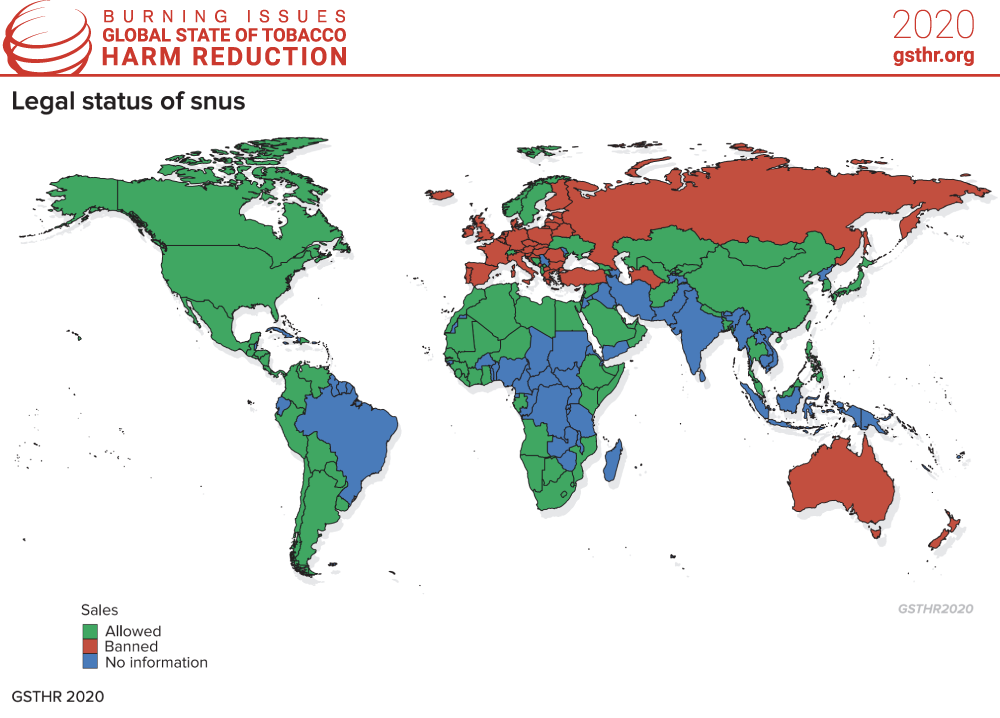
Carte de la légalité du snus à travers le monde.

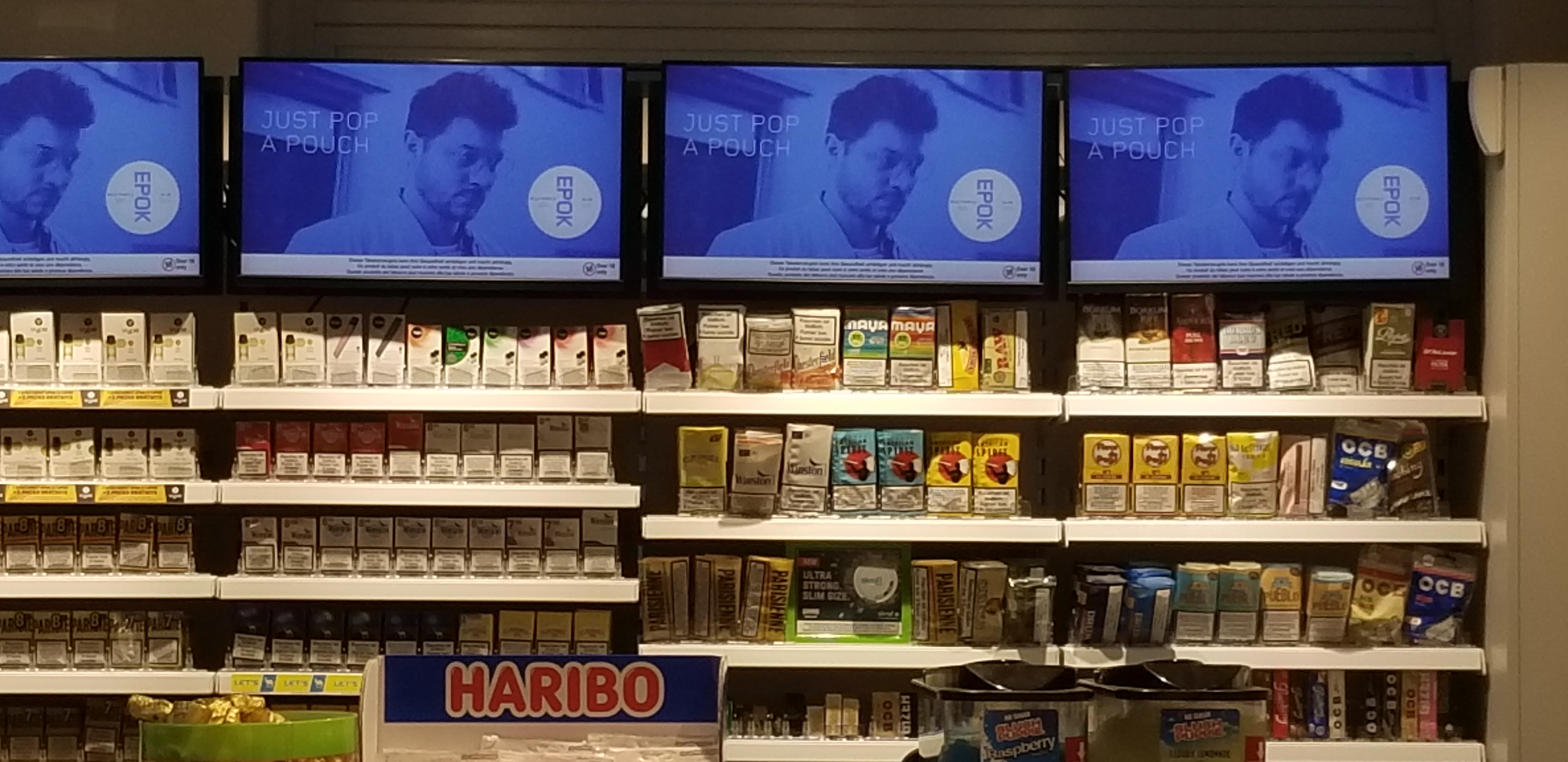
Commerce de tabac à Neuchâtel (2020) : en Suisse, la publicité pour le tabac, ici pour le snus Epok de British American Tobacco est autorisée à l'intérieur du magasin.

L'Union européenne interdit la vente de snus sur son territoire depuis 1992, la Suède exceptée. La Suède a soumis son entrée dans l'UE en 1995 à la condition de conserver la possibilité de vendre le snus.
Le snus, parce qu'il contient du tabac et donc de la nicotine, reste un produit addictif. N'étant pas inhalé, il n'affecte pas les poumons, mais une grande étude menée en 2007 par le Centre international de recherche sur le cancer et intitulée IARC Monographs on the Evaluation of Carcinogenic Risks to Humans, Smokeless Tobacco and Some Tobacco-specific N-Nitrosamines, conclut en ces termes : « Les expérimentations menées autour de l'utilisation du tabac à priser (snuff) n'ont pas conduit à des preuves évidentes de relation avec le cancer... En revanche, il existe une corrélation positive mise en évidence sur des tests animaux, entre le développement de formes cancérigènes et le tabac humide de type snus ».
Le risque de majoration des maladies cardio-vasculaires, nettement établi pour le tabac fumé, est encore en discussion pour le tabac oral selon un rapport scientifique publié en 2012. L'arrêt du snus après un infarctus du myocarde améliore substantiellement l'état de santé de la personne concernée, selon une étude publiée en 2014.

## Controverses

### Contournement des règlementations
Ce produit est concerné par une partie des règlementations sur le tabagisme et les produits addictifs.
Face à l'interdiction croissante de fumer dans les lieux publics, et face au désaveu pour la pipe puis la cigarette en Europe, l'industrie du tabac et le lobby du tabac ne sont pas restés inactifs. Ils ont discrètement mais efficacement lançé au début des années 2000 une nouvelle vogue pour ces produits à base de nicotine.
Par courrier adressé le 23 juillet 2009 à Nicolas Sarkozy (alors président de la République), la société British American Tobacco (BAT) sollicitait une autorisation de commercialisation en Europe (qui était alors sous présidence suédoise), d’un « nouveau » produit du tabac, le snus, « encore méconnu du grand public », mais interdit à la commercialisation dans l'UE (depuis 1992).
Pour contourner cette réglementation, des sachet de nicotine contenant de la nicotine, mais pas de tabac sont commercialisés aux États-Unis depuis 2016 et en Europe depuis 2018. Aromatisés à diverses saveurs, souvent la menthe, ils peuvent contenir jusqu’à 20 mg de nicotine par sachet, soit deux fois plus qu’une cigarette. L’institut fédéral allemand d’évaluation des risques a calculé en 2022 que 80 % de la nicotine est libérée du sachet en l’espace de 20 min, et l'industrie du tabac vante ce produit comme moins nocif que le tabac fumé.

### Risques pour la santé
En France, quelques jours après la demande de l'industrie américaine visant à introduire le snus dans toute l'Europe, la Société francophone de tabacologie (SFT) a alerté sur les risques de ce produit, en se basant sur un rapport d’expertise sur le snus remis alors à la Direction générale de la santé du ministère de la santé et des sports en 2008). Ce rapport conclue à de nombreux risques, significatifs :
- « augmentation du risque du cancer du pancréas » ;
- « le passage des cigarettes au tabac oral ne diminue pas le risque cardiovasculaire lié aux cigarettes » ;
- « développement de lésions de la cavité buccale » et « rétraction gingivale inchangée » ;
- « le tabac oral peut favoriser le développement du diabète de type 2 » ;
- et pour les adolescents, le snus peut « augmenter la probabilité ultérieure de la consommation de cigarettes ».

Selon la Société francophone de tabacologie ce produit est un moyen pour l'industrie du tabac de « conserver une clientèle dépendante » et le gouvernement ne doit pas céder ; il doit « privilégier la santé publique [...] quitte à sacrifier les intérêts de l’industrie du tabac ». Un rapport sénatorial, en septembre 2023, a alerté sur le fait que ces produits profite en France d'un flou juridique faisant que la mise sur le marché de ce produit n'est ni autorisée, ni interdite. Selon une enquête (2022) de l’ANSES faite auprès de 1 002 vapoteurs, 13 % d’entre eux ont dit avoir consommé du snus ou des sachets de nicotine.

### Trafic d'influence
L'accusation de trafic d'influence entourant une éventuelle levée de l'interdiction du snus dans l'ensemble de l'Union européenne à l'occasion d'une révision de la directive relative aux produits du tabac discutée durant l'automne 2012 conduit à la démission du commissaire européen John Dalli.

### Dopage
Bien qu'interdit à la vente, la prise de snus, peu visible, mais répandue dans certains sports, dont en France, est actuellement présentée par les sportifs eux-mêmes comme stimulant plutôt que dopante, à l'image du discours véhiculé par les fabricants, basé notamment sur une étude suédoise.
Pourtant, pour les experts en dopage, la nicotine, de par ses effets sur le cœur et ses capacités d’accélération neuronale, présente clairement les caractéristiques d'un produit dopant. Elle semble assez couramment utilisée : « Des analyses menées en 2020 et 2021 sur 61 000 échantillons d’urine de sportifs de toutes nationalités recueillis dans le cadre de contrôles antidopage ont montré que 23 % étaient positifs à la nicotine, substance rangée parmi les stimulants mais non parmi les produits dopants interdits. De fait, des images de sportifs tenant à la main une boîte de « pouches » circulent sur les réseaux sociaux. ». Ainsi environ 6 000 sportifs ont fait l'objet d'une enquête par la police italienne concernant un trafic de snus à grande échelle.[réf. nécessaire]
On constate aux États-Unis, au Canada et en Europe que certains adolescents, chez les sportifs notamment utilisent le snus, en substitut au tabac ou au mélange tabac-canabis, qui sont souvent mal vus dans les milieux sportifs, et dans les pays où le snus est peu disponible, ces adolescents se mettent à sucer du tabac à chiquer. En Europe et en France, il semble notamment s'être diffusé chez les grands adolescents et les jeunes dans les stations de ski durant au moins les deux premières décennies du XXIe siècle,